# Méral
Méral is een gemeente in het Franse departement Mayenne (regio Pays de la Loire). De plaats maakt deel uit van het arrondissement Château-Gontier. Méral telde op 1 januari 2022 1.075 inwoners.

## Geografie
De oppervlakte van Méral bedroeg op 1 januari 2022 29,5 vierkante kilometer; de bevolkingsdichtheid was toen 36,4 inwoners per km².

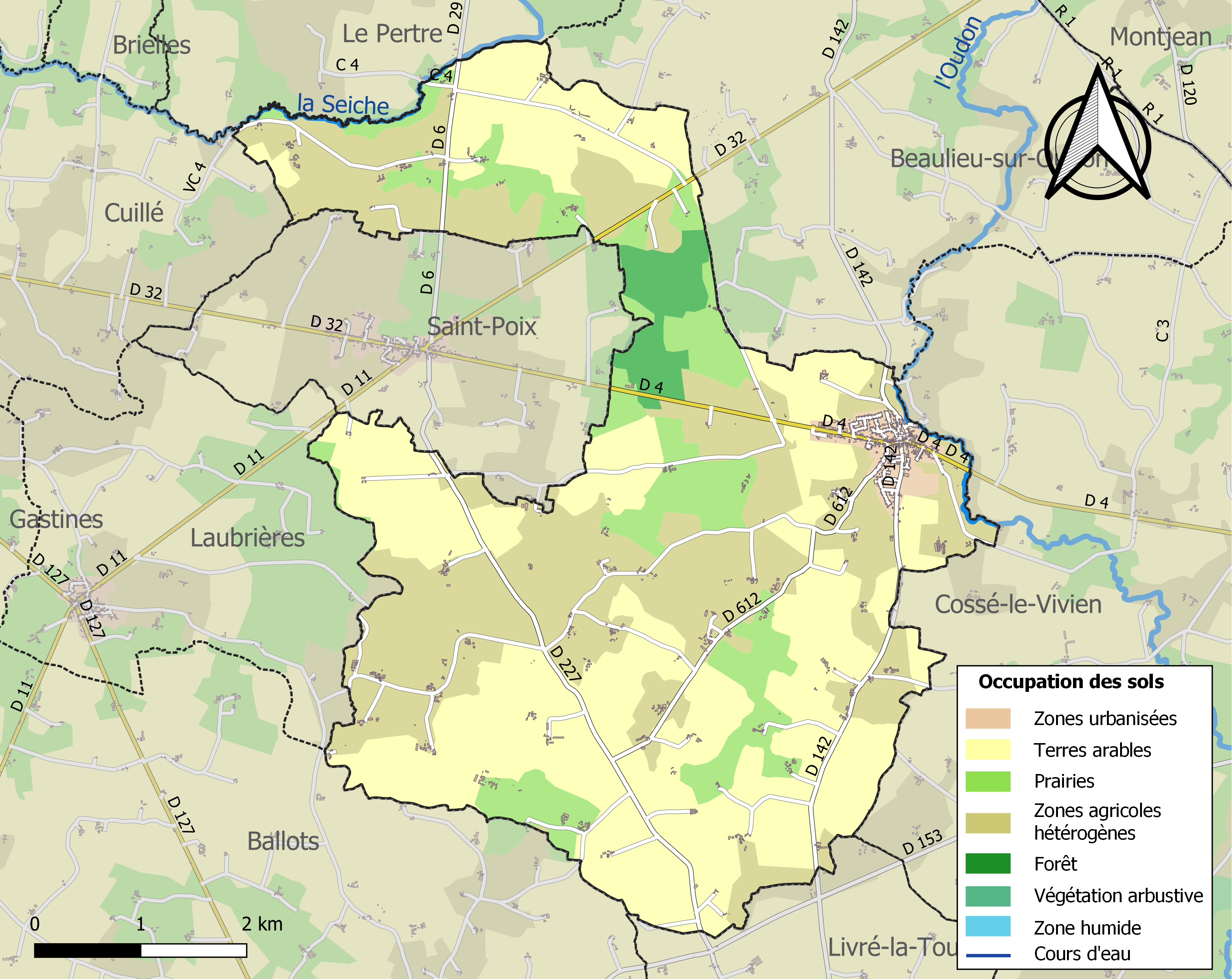
Kaart van de gemeente met de belangrijkste infrastructuur, bodemgebruik en omliggende gemeenten

## Demografie
Onderstaande figuur toont het verloop van het inwonertal (bron: INSEE-tellingen).